# Sainte-Marguerite-en-Ouche
Sainte-Marguerite-en-Ouche era una comuna francesa situada en el departamento de Eure, de la región de Normandía, que el 1 de enero de 2016 pasó a ser una comuna delegada de la comuna nueva de Mesnil-en-Ouche al fusionarse con las comunas de Ajou, Beaumesnil, Bosc-Renoult-en-Ouche, Épinay, Gisay-la-Coudre, Gouttières, Granchain, Jonquerets-de-Livet, La Barre-en-Ouche, Landepéreuse, La Roussière, Saint-Aubin-des-Hayes, Saint-Aubin-le-Guichard, Saint-Pierre-du-Mesnil y Thevray.

## Demografía
| Gráfica de evolución demográfica de Sainte-Marguerite-en-Ouche entre 1800 y 2013 |
|                                                                                  |

Los datos demográficos contemplados en este gráfico de la comuna de Sainte-Marguerite-en-Ouche se han cogido de 1800 a 1999 de la página francesa EHESS/Cassini, y los demás datos de la página del INSEE.